# Stictoptera
Stictoptera é um gênero de traça pertencente à família Arctiidae.